# Ravon R2
Ravon R2 — хетчбеки, що почали вироблятися з 2016 року компанією Daewoo International класу А. 

## Опис

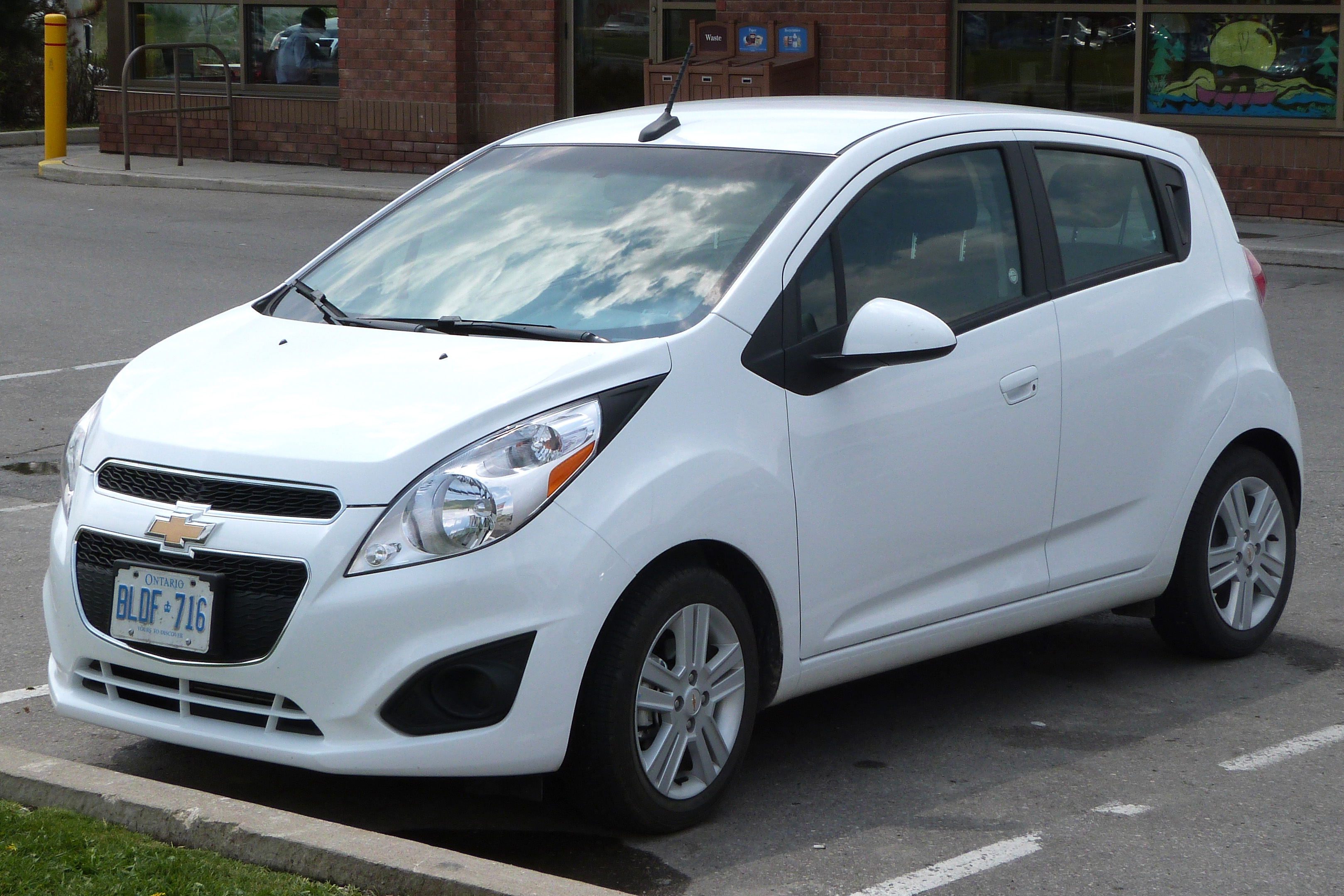
Chevrolet Spark

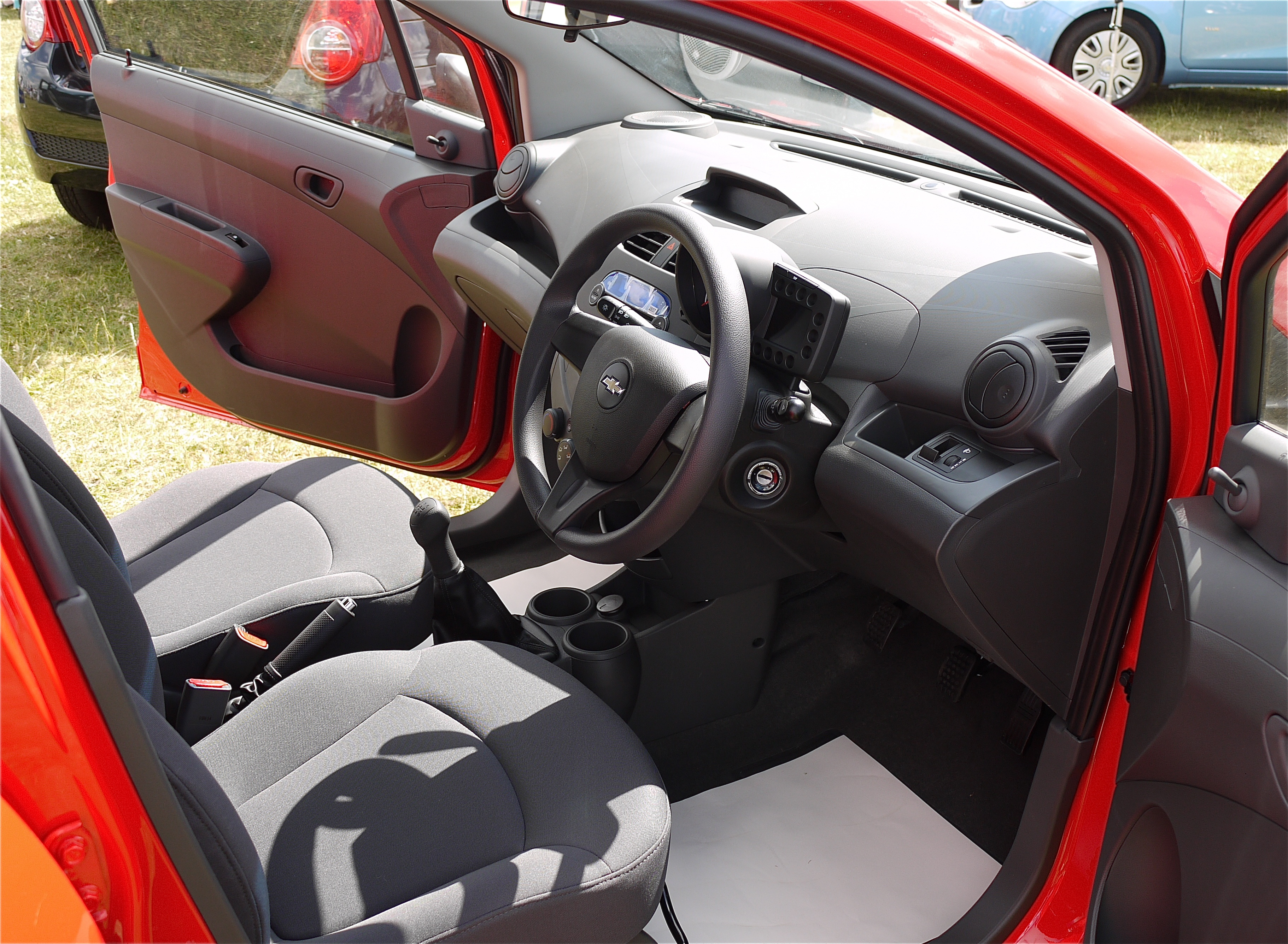
Chevrolet Spark

Хетчбек Ravon R2 належить європейському А-класу, є аналогом Chevrolet Spark покоління M300 (європейський варіант корейського Daewoo Matiz Creative). Зовні від оригінальної моделі R2 відрізняється видозміненими переднім бампером і ґратами радіатора. Далеко не найбільший автомобіль з довжиною 3,6 метра має для своїх габаритів велику колісну базу — 2375 мм. Крім того, узбецький автовиробник вніс зміни і в салон — вони торкнулися центральної консолі і блоку управління кліматом, селектора перемикання передач, приладової панелі.
Незабаром після запуску у виробництво субкомпактного хетчбека Ravon R2, виробник, завод GM-Uzbekistan, почав випуск оновленої версії. Змін насправді незначні, щоб говорити про повноцінний рестайлінг. Зовні нова версія автомобіля відрізняється переднім бампером з іншими блоками денних ходових вогнів, зміненої ґратами радіатора і ґратами нижнього повітрозабірника з більшими вічками. Важлива «дрібниця» - у хетчбека з'явилося буксирне кільце, заховане під круглою заглушкою.
В Україні Ravon R2 продається виключно в одному варіанті — з 1,2-літровим бензиновим чотирициліндровим двигуном і 4-діапазонною автоматичною трансмісією. Мотор, що видає 85,5 л. с. і 108 Нм, також встановлювався на Chevrolet Aveo. Двигун відмінно перетравлює 92-й бензин. Повного 35-літрового бака вистачить на тиждень в місті. На трасі при швидкості 100-110 км/год з двома дорослими в салоні машина витрачає 6-6,1 літра на 100 км. З повним навантаженням в цьому ж режимі витрата збільшується на 700 грам. У місті з частими зупинками апетит рідко перевищує 8-8,5 літра на «сотню».

## Комплектації
Хетчбек представлений в трьох комплектаціях: Comfort, Optimum і Elegant. Модель початкового рівня пропонується з двома подушками безпеки, антиблокувальними гальмами, центральним замком, ISOFIX, електроприводом вікон, підсилювачем керма, аудіосистемою з MP3/USB/AUX/Bluetooth і денними ходовими вогнями. Модель «Optimum» до зазначеного додасть: бічні подушки, кондиціонер, бортовий комп'ютер, функцію обігріву дзеркал, включно з лобовим. Модель вищої комплектації «Elegant» поставляється з функцією обігріву передніх сидінь, елементами управління аудіосистемою на кермі, заднім парктроніком, 14-дюймовими дисками коліс і рейлінгами даху.  